# Bananes mécaniques
Pour plus de détails, voir Fiche technique et Distribution.
Bananes mécaniques est un film franco-italien réalisé par Jean-François Davy, sorti en 1973.

## Synopsis
Si les 5 filles que vous trouvez les plus excitantes s'offraient à vous en même temps ? Vous seriez le plus heureux des hommes ! Les premiers jours en tous cas... Car après avoir assumé vos fantasmes les plus secrets, vous n'auriez plus, comme François, qu'un seul désir : fuir ! Pour gagner un repos bien mérité !

## Fiche technique
- Titre : Bananes mécaniques
- Réalisation : Jean-François Davy
- Scénario : Jean-François Davy
- Musique : Raymond Ruer
- Photographie : Roger Fellous
- Caméra : Eckhardt Heinrich
- Assistant opérateur : Romain Goupil
- Montage : Claude Cohen
- Assistants monteurs : Christel Micha • Cécile Guillemaut • Patricia Ardouin
- Son : Pierre Davanture • Pierre Lorrain
- Mixage : Lucien Yvonnet
- Bruitage : Albert Platzman
- Coiffure : Susy Caumartin
- Accessoiriste : Daniel Girard
- Régisseur : Jean-Marie Durand
- Assistant régisseur : Jean-François Ménard
- Assistants réalisateurs : Michel Champetier • Christel Micha
- Photographe de plateau : André Perlstein
- Générique : Jean-Noël Delamarre
- Directeur de production : Rudy-Jean Le Roy
- Producteurs : Michel Gast • Jean Leroy •  Jenny Gérard
- Sociétés de production :  SND (Paris) • MRF (Paris) • Action 1 (Munich)
- Laboratoires :  Neyrac Film • Éclair
- Pays de production :  France
- Langue originale : français
- Année : 1972
- Format : couleur 16 mm
- Genre : comédie érotique
- Durée : 85 minutes
- Interdiction aux moins de 18 ans à sa sortie en salles en France[1].
- Sociétés de distribution :
  - France : S.N.D. (1973)
  - Allemagne de l'Ouest : Action 1
  - Italie : Telemondo cinematografico (1973)
  - Canada : Cinépix Film Properties (1974)
  - Espagne : Dolores Sostre Sobre (1978)[2]
  - Australie : Filmways Australasian Distributors (1981)
- Dates de sortie : 
  - France : 19 juillet 1973
  - Allemagne de l'Ouest : 6 juin 1973
  - Espagne : 6 juillet 1978[2]
- Autres titres connus
  - France : Les Nanas en folie (titre provisoire)
  - Allemagne de l'Ouest : French Love
  - Italie : Banana meccanica
  - Espagne : Bananas mecanicas[2]
  - Australie : Mechanical Bananas (1975)[3]

## Distribution
- Marie-Georges Pascal : Marie-Georges
- Anne Libert : Anne, la starlette
- Pauline Larrieu : Pauline
- Élisabeth Drancourt : Élisabeth
- Marie-Claire Davy : Marie-Claire
- Philippe Gasté : François
- Patrice Pascal : le jeune bûcheron
- Patrice Valota : Marc
- Christine Laurent : Juliette (non créditée)
- Dominique Vallet : Dominique
- Antoine Marin : le maire du village
- Paul Pavel : L'épicier du village
- Pierre Forget : le père de Pauline
- Christian Chevreuse : le mari
- Anne Dolans : la femme
- Roger Fellous : l'automobiliste irascible
- Jacques Robiolles : le fêtard à lunettes
- Michel Charrel : le patron d’Élisabeth
- Christel Micha : la maîtresse du père de Pauline (non créditée)
- Jean-François Davy : l'ami de Babette (non crédité)
- Eckhardt Heinrich : Patrice
- Marie Privas :

## À propos du film
Bananes mécaniques est le 1er volet de la trilogie paillarde de Jean-François Davy, suivront Prenez la queue comme tout le monde en 1973 et Q - Au plaisir des dames en 1974. "On peut rire de tout, sauf du sexe" ; opposé à l'idée reçue que humour et érotisme ne pouvaient pas faire bon ménage, Jean-François Davy a réalisé Bananes mécaniques en 1972. Expérience concluante : le film a réalisé plus d'un million d'entrées au cinéma.